# 金丹道事件
金丹道事件，又称金丹道暴乱或金丹道起义，是清朝光绪十七年（1891）年冬十月（公历11月），发生于内蒙古东南部并波及辽宁、吉林、河北三省的「金丹道」教徒武装起事（因金丹道暴徒头裹红巾为记，故而蒙古族称“红帽子事件”，当地受害汉民则骂之为“红头蛆”）事件。参加金丹道事件的还有武圣门和在理教。

## 由来
内扎萨克蒙古东部的卓索图盟和昭乌达盟蒙旗在清末大量放垦，关内汉族民人闯关东不断涌入。初到蒙地的漢人受到蒙古人中的「桀驁者，時復出而相擾。糾合三五，持刀騎馬，闖入漢族人家，坐索酒肉錢財，笞打婦男，搶惊牲畜，盡而後已」，令不少漢人向会道门之類的組織尋求庇護。而清朝的蒙汉分治政策，加上文化習俗的差异，使得蒙古人與漢人的经济交往中處於下風，另外蒙古王公贵族大量放垦旗内土地，原有的游牧区域不断缩小，令蒙古牧民產生怨恨情绪。一些汉人佃户交不起地租，经济纠纷和双方文化和法律的差异加大了原有矛盾。而敖漢旗貝子達克沁及其属下横征暴敛，令漢人受到欺压，如1891年（清光绪十七年）六月，達克沁一家人外出聽戲，「勒令開道，其有乡間愚魯農人，回避稍遲者，無論男女老幼，鞭笞立至，幾至釀成巨變」，最终双方的矛盾更加激化，民人与王公的矛盾也演变成蒙汉之间的种族冲突。
金丹道的大首领杨悦春，道光二十一年（1841年）生于直隶属下承德府建昌县杨家弯子（今内蒙古自治区赤峰市敖汉旗沟梁镇设力虎村），原为敖汉旗贝子（闲散王公）达克沁的佃户，据杨悦春本人事後供称，一开始他使用道教的一些元素行骗，后将总坛设立在偏僻的深山老林大黑山中，借林木为掩护，开始以行医为名招收信徒。又利用周边的一些会道门“在理教”的教义等进行杂糅，起兵是因为受到蒙古王公長期的欺壓。

## 经过
事件发生在1891年11月，当时起事分子袭击了敖汉旗的衙门，杀了该旗的达克沁，其孙德色赖托布侥幸逃脱，并破坏他的祖先坟墓，貝子府及附近的1000多名蒙古人被杀，而杨悦春当晚即在贝子府内登极称帝，改贝子府为“开国府”，随后金丹道教徒进入翁牛特旗、土默特的左右两旗、喀喇沁的三个旗，宣稱：「相從入教，则從此不受蒙古欺侮。」，事態迅速波及到奈曼旗、朝阳县和建昌县等地，公开使用“平清扫胡”和“仇杀蒙古”等口号。清政府得知后，直隶总督李鸿章派遣叶志超等率清军镇压反叛分子。直隶部队越过长城，从南部和西南部进军。 在东部战线上，与奉天分离的部队在围攻行动中发挥了作用。现代化的军队通过电报进行通信，从铁路调运派遣士兵并装备现代枪支，于12月迅速粉碎了叛乱分子。叛军领袖杨悦春在天津被处决。

## 死亡人数
据《朝阳县志》记载，仅朝阳县蒙古人、漢人死亡人数就高达10万人。叶志超在奏折中则称，两个月的叛乱中约有2万金丹道信徒死亡。

## 影响
该事件影響了该地原有的社会结构，令一部分的蒙古人北迁，参与平定叛乱的蒙古沒落貴族海山後來成为外蒙古独立的推动者之一。